# Stazione di Canary Wharf
La stazione di Canary Wharf è una fermata ferroviaria del Crossrail, ubicata nel quartiere finanziario di Canary Wharf, sull'Isle of Dogs, nel borgo londinese di Tower Hamlets.

## Storia
I lavori di costruzione della stazione di Canary Wharf sono iniziati nel maggio del 2009. La stazione è stata inaugurata il 24 maggio 2022, quando il tratto tra le stazioni di Paddington e Abbey Wood è entrato in servizio.
Durante lo sviluppo del progetto, la stazione si chiamava "Isle of Dogs", prima che venisse adottato il nome attuale. La stazione è stata sviluppata con un contratto a prezzo fisso di 500 milioni di sterline, di cui 350 milioni di sterline provenienti dal budget della società Crossrail e 150 milioni di sterline dal Canary Wharf Group; prima dell'apertura della linea, la società Crossrail ha dovuto aggiungere 80 milioni di sterline per lavori di miglioramento della sicurezza.

## Impianti e strutture
La stazione forma un'isola artificiale nei West India Docks (North Dock).
Inizialmente, il punto di accesso principale alla stazione sarebbe stato il ricostruito Great Wharf Bridge. Da questo ingresso sarebbe dovuta partire una serie di scale mobili per raggiungere il livello dell'atrio, che sarebbe stato situato sott'acqua. Un'altra serie di scale mobili avrebbe portato i passeggeri ai marciapiedi.

La costruzione della stazione doveva avvenire prevalentemente su Hertsmere Road, che corre parallela al West India North Dock. Ciò avrebbe comportato lo scavo di un pozzo largo 9 m fino alla profondità della stazione di 30 m sotto il livello dell'acqua del bacino, per consentire all'equipaggio e alle attrezzature di iniziare a scavare la scatola che avrebbe formato la stazione. La costruzione, compresi l'allestimento e la messa in funzione del pozzo di Hertsmere Road, avrebbe richiesto circa quattro anni, mentre per la stazione sarebbero stati necessari cinque anni.
I cinque livelli superiori della stazione sono uno sviluppo ad uso misto noto come "Crossrail Place".

## Movimento
L'impianto è servito dai treni in servizio sulla Elizabeth Line, gestiti da Transport for London.

## Interscambi
La fermata fornisce interscambio con l'omonima stazione della metropolitana (linea Jubilee) e l'omonima stazione della Docklands Light Railway.
Nelle vicinanze della stazione effettuano fermata alcune linee automobilistiche urbane, gestite da London Buses.
- Fermata metropolitana (Canary Wharf, linea Jubilee, e Canary Wharf, DLR)
- Fermata autobus